# État des forces présentes à la bataille du Jutland
Ceci est l'ordre de bataille complet des deux flottes, qui s'affrontèrent, lors de la bataille du Jutland, le 31 mai 1916.

## Forces britanniques

### Grand Fleet
Elle constitue la force principale britannique, elle appareille de Scapa Flow sous les ordres directs de John Jellicoe, le 30 mai 1916.

#### Corps de bataille
Elle comprend principalement trois escadres de bataille (Battle Squadron en anglais). Chacune de ces escadres, comporte huit navires de ligne, répartis en deux divisions aux ordres d'un vice ou d'un rear admiral. Chaque escadre dispose aussi d'un croiseur léger, d'un type assez ancien, dont la fonction est de répéter les signaux (par projecteurs, ou par pavillons) du commandant de l'escadre. Le navire amiral, où a embarqué  John Jellicoe et son état-major, le HMS Iron Duke est intégré à la quatrième escadre; il est accompagné de deux navires, un croiseur léger et un destroyer, qui sont à la disposition de l'amiral et de son état-major.
Vous trouverez ci-dessous la composition de chaque escadre, les noms des navires renvoyant à leurs classes respectives, le nom qui figure à côté est celui de l'officier commandant le navire avec son grade dans la Royal Navy, se reporter à Grades dans la Royal Navy, pour plus de précision.
| 5th division                                           | |                                                                                        |
| vice admiral Sir Cecil Burney (en)                     | |                                                                                        |
| HMS Marlborough HMS Revenge HMS Hercules HMS Agincourt | cuirassé Dreadnought de la classe Iron Duke cuirassé Dreadnought de la classe Revenge cuirassé Dreadnought de la classe Colossus cuirassé Dreadnought | Captain G. P. Ross Captain E. B. Kiddle Captain L. Clinton-Baker Captain H. M. Doughty |

| 6th division                                             | |                                                                                           |
| rear admiral E. F. A. Gaunt                              | |                                                                                           |
| HMS Colossus HMS Collingwood HMS St. Vincent HMS Neptune | cuirassé Dreadnought de la classe Colossus cuirassé Dreadnought de la classe St. Vincent cuirassé Dreadnought de la classe St. Vincent cuirassé Dreadnought de la classe Neptune | Captain A. D. P. R. Pound Captain J. C. Ley Captain W. W. Fisher Captain V. H. G. Bernard |

| 1st division                                      | |                                                                                        |
| vice admiral Sir Martyn Jerram                    | |                                                                                        |
| HMS King George V HMS Ajax HMS Centurion HMS Erin | cuirassé Dreadnought de la classe King George V cuirassé Dreadnought de la classe King George V (1911) cuirassé Dreadnought | Captain F. L. Field Captain G. H. Baird Captain M. Culme-Seymour Captain V. A. Stanley |

| 2nd division                                      |                                                                                 |                                                                                             |
| rear admiral A. C. Leveson                        |                                                                                 |                                                                                             |
| HMS Orion HMS Monarch HMS Conqueror HMS Thunderer | cuirassé Dreadnought de la classe Orion cuirassé Dreadnought de la classe Orion | Captain O. Backhouse Captain G. H. Borrett Captain H. H. D. Tothill Captain J. A. Fergusson |

| 3rd division                                     | |                                                                                                 |
| (rear admiral A. L. Duff)                        | |                                                                                                 |
| HMS Superb HMS Iron Duke HMS Royal Oak HMS Canad | cuirassé Dreadnought de la classe Bellerophon cuirassé Dreadnought de la classe Iron Duke cuirassé Dreadnought de la classe Revenge cuirassé Dreadnought de la classe Almirante Latorre | Captain E. Hyde-Parker Captain Frederic Dreyer Captain C. Maclachlan Captain W. C. M. Nicholson |

| 4th division                                          |                                                                                           |                                                                                     |
| (vice admiral Sir Doveton Sturdee)                    |                                                                                           |                                                                                     |
| HMS Benbow HMS Bellerophon HMS Temeraire HMS Vanguard | cuirassé Dreadnought de la classe Iron Duke cuirassé Dreadnought de la classe Bellerophon | Captain H. W. Parker Captain E. F. Bruen Captain E. V. Underhill Captain J. D. Dick |

#### Unités decroiseurs
Aux côtés des bâtiments de ligne, on trouve l'escadre de croiseurs de bataille (Battlecruiser Squadron en anglais) du contre-amiral Hood, qui bien qu'appartenant théoriquement à la Battle Cruiser Force de Sir David Beatty, se trouvait alors à Scapa Flow, pour une campagne de tir, et a donc appareillé en compagnie de la Grand Fleet. Elle se compose des trois bâtiments de la classe Invincible et de deux croiseurs légers.
| Third Battlecruiser Squadron                                             | | |
| contre-amiral Horace Hood                                                | | |
| HMS Invincible HMS Inflexible HMS Indomitable HMS Canterbury HMS Chester | croiseur de bataille de la classe Invincible croiseur de bataille de la classe Invincible croiseur léger de la classe C croiseur léger de la classe C | Captain A. L. Cay Captain E. H. F. Heaton-Ellis Captain F. W. Kennedy Captain P. M. R. Royds Captain R. N. Lawson |

Le gros des forces doit être éclairé par trois escadres de croiseurs (cruiser squadron en anglais).  Deux sont constituées par des croiseurs cuirassés. Navires assez anciens, ils seront mal employés et subiront de très lourdes pertes matérielles et humaines. En particulier, la première escadre, aux ordres de l'impétueux contre-amiral Sir Robert Arbuthnot, qui sera quasiment anéantie, puisque seul le HMS Duke of Edinburgh survivra à la bataille :
| First Cruiser Squadron                                         | |                                                                                    |
| contre-amiral Sir Robert Arbuthnot                             | |                                                                                    |
| HMS Defence HMS Warrior HMS Duke of Edinburgh HMS Black Prince | croiseur cuirassé de la classe Minotaur croiseur cuirassé de la classe Duke of Edinburgh croiseur cuirassé de la classe Duke of Edinburgh | Captain S. V. Ellis Captain V. B. Molteno Captain H. Blackett Captain T. P. Bonham |

| Second Cruiser Squadron                             | |                                                                                                 |
| contre-amiral H. L. Heath                           | |                                                                                                 |
| HMS Minotaur HMS Shannon HMS Hampshire HMS Cochrane | croiseur cuirassé de la classe Minotaur croiseur cuirassé de la classe Minotaur croiseur cuirassé de la classe Devonshire croiseur cuirassé de la classe Duke of Edinburgh | Captain A. C. S. H. D'Eath Captain J. S. Dumaresq Captain H. J. Savill Captain E. La T. Leatham |

La troisième, elle, est équipée de croiseurs légers modernes.
| Fourth Light Cruiser Squadron                                  | | |
| Commodore C. E. Le Mesurier                                    | | |
| HMS Calliope HMS Constance HMS Caroline HMS Royalist HMS Comus | croiseur léger de la classe C croiseur léger de la classe C croiseur léger de la classe Arethusa croiseur léger de la classe C | Commodore C. E. Le Mesurier Captain C. S. Townsend Captain H. R. Crooke Captain H. Meade Captain A. G. Hotham |

#### Unités de l'écran
La grand Fleet dispose aussi d'un écran constitué par des flottilles de destroyers qui sont chargés de protéger les grosses unités, en attaquant à la torpille ou luttant contre les torpilleurs ennemis. Chaque flottille est organisée en deux demi-flottilles  conduites par un grand destroyer, voire un croiseur léger.
| Fourth Destroyer Flotilla (Quatrième flottille de destroyers     | | |
| Captain C. J. Wintour                                            | | |
| 2 destroyers de la classe White boats (conducteurs de flottille) | HMS Tipperary, HMS Broke | |
| 1 destroyer classe Admiralty M :                                 | HMS Ophelia | |
| 16 destroyers de classe K                                        | HMS Acasta, HMS Achates, HMS Ambuscade, HMS Ardent, HMS Christopher, HMS Contest, HMS Fortune, HMS Garland, HMS Hardy, HMS Midge, HMS Owl, HMS Porpoise, HMS Shark, HMS Sparrowhawk, HMS Spitfire, HMS Unity. | HMS Acasta, HMS Achates, HMS Ambuscade, HMS Ardent, HMS Christopher, HMS Contest, HMS Fortune, HMS Garland, HMS Hardy, HMS Midge, HMS Owl, HMS Porpoise, HMS Shark, HMS Sparrowhawk, HMS Spitfire, HMS Unity. |

| Eleventh Destroyer Flotilla (Onzième flottille de destroyers                             | | |
| Commodore J. R. P. Hawksley                                                              | | |
| Croiseur léger de la classe C Destroyer de la classe Marksman (conducteurs de flottille) | HMS Castor HMS Kempenfelt | |
| 11 destroyers classe Admiralty M                                                         | HMS Magic, HMS Mandate, HMS Manners, HMS Marne, HMS Martial, HMS Michael, HMS Milbrook, HMS Minion, HMS Mons, HMS Moon, HMS Morning Star, HMS Mounsey, HMS Mystic, HMS Ossory. | HMS Magic, HMS Mandate, HMS Manners, HMS Marne, HMS Martial, HMS Michael, HMS Milbrook, HMS Minion, HMS Mons, HMS Moon, HMS Morning Star, HMS Mounsey, HMS Mystic, HMS Ossory. |

| Twelfth Destroyer Flotilla (Douzième flottille de destroyers, Captain A. J. B. Stirling)      | | |
| Destroyer de la classe White boats Destroyer de la classe Marksman (conducteurs de flottille) | HMS Faulknor HMS Marksman | |
| 14 destroyers classe Admiralty M                                                              | HMS Maenad, HMS Marvel, HMS Mary Rose, HMS Menace, HMS Mindful, HMS Mischief, HMS Munster, HMS Narwhal, HMS Nessus, HMS Noble, HMS Nonsuch, HMS Obedient, HMS Onslaught, HMS Opal. | HMS Maenad, HMS Marvel, HMS Mary Rose, HMS Menace, HMS Mindful, HMS Mischief, HMS Munster, HMS Narwhal, HMS Nessus, HMS Noble, HMS Nonsuch, HMS Obedient, HMS Onslaught, HMS Opal. |

### Battlecruiser Force (Force des croiseurs de bataille)
Pour l'amirauté britannique, la force sous les ordres du  vice admiral Sir David Beatty, constituée uniquement de navires rapides, doit servir d'appât à Reinhard Scheer, l'amiral allemand, et l'inciter à quitter son sanctuaire de la Jade, et l'abri des champs de mines.

#### Unités de combat
Le gros des forces de Beatty s'articule autour de deux escadres de croiseurs de bataille, alors fierté de la flotte britannique. Beatty lui-même arbore son pavillon sur le HMS Lion, intégré à la première escadre.
| 1re escadre de croiseurs de bataille                 | |                                                                                         |
| contre-amiral O. de B. Brock                         | |                                                                                         |
| HMS Princess Royal HMS Lion HMS Queen Mary HMS Tiger | croiseur de bataille de la classe Lion croiseur de bataille de la classe Lion croiseur de bataille | Captain W. H. Cowan Captain A. E. M. Chatfield Captain C. I. Prowse Captain H. B. Pelly |

| 2e escadre de croiseurs de bataille |                                                                                                 |                                              |
| contre-amiral W. C. Pakenham        |                                                                                                 |                                              |
| HMS New Zealand HMS Indefatigable   | croiseur de bataille de la classe Indefatigable croiseur de bataille de la classe Indefatigable | Captain J. F. E. Green Captain C. F. Sowerby |

Pour le renforcer, l'amirauté lui a adjoint la cinquième escadre de bataille, dont les unités sont toutes de la classe Queen Elizabeth. Elles viennent juste d'être mises en service et leur vitesse de 25 nœuds leur permet de suivre les croiseurs de bataille. Ces cuirassés sont armés de canons de 381 millimètres, extrêmement puissants pour l'époque, et constituent, un atout de taille pour la Royal Navy. Mais du fait du rattachement récent, et, peut-être, d'erreurs de commandement de Beatty, ils seront mal utilisés dans la bataille.
| Fifth Battle Squadron                          |                                                                                           |                                                                                             |
| contre-amiral H. Evan-Thomas                   |                                                                                           |                                                                                             |
| HMS Barham HMS Valiant HMS Warspite HMS Malaya | navire de ligne de la classe Queen Elizabeth navire de ligne de la classe Queen Elizabeth | Captain A. W. Craig Captain M. Woollcombe Captain E. M. Philpotts Captain A. D. E. H. Boyle |

#### Éclaireurs
Pour trouver l'ennemi, Beatty dispose de pas moins de trois escadres de croiseurs légers modernes, sous ses ordres. Ce sera le HMS Galatea, qui aura l'honneur de tirer les premiers coups de canons de la bataille, en ouvrant le feu sur les torpilleurs allemands, venus comme lui reconnaître le vapeur neutre danois N.J. Fjord,
| First Light Cruiser Squadron (Première escadre de croiseurs légers) | | |
| Commodore E. S. Alexander-Sinclair                                  | | |
| HMS Galatea HMS Phaeton HMS Inconstant HMS Cordelia                 | croiseur léger de la classe Arethusa croiseur léger de la classe Arethusa croiseur léger de la classe C | Commodore E. S. Alexander-Sinclair Captain J. E. Cameron Captain B. S. Thesiger Captain T. P. H. Beamish |

| Second Light Cruiser Squadron (Seconde escadre de croiseurs légers) | |                                                                                           |
| Commodore W. E. Goodenough                                          | |                                                                                           |
| HMS Southampton HMS Birmingham HMS Nottingham HMS Dublin            | croiseur léger de la classe Town croiseur léger de la classe Town croiseur léger de la classe Town croiseur léger de la classe Town | Commodore W. E. Goodenough Captain A. A. M. Duff Captain C. B. Miller Captain A. C. Scott |

| Third Light Cruiser Squadron (Troisième escadre de croiseurs légers) |                                                                   |                                                                                  |
| contre-amiral T. D. W. Napier                                        |                                                                   |                                                                                  |
| HMS Falmouth HMS Yarmouth HMS Birkenhead HMS Gloucester              | croiseur léger de la classe Town croiseur léger de la classe Town | Captain J. D. Edwards Captain T. D. Pratt Captain E. Reeves Captain W. F. Blount |

Autre possibilité de reconnaissance, l'emploi d'un transport d'hydravion le HMS Engadine, un des premiers emplois de l'aviation navale embarquée de l'histoire. Équipé de quatre hydravions Short 184, le Engadine sera détaché à 14h47, escorté de deux destroyers de la 13th Destroyer Flotilla, les HMS Onslow et HMS Moresby, afin de lancer des missions de reconnaissance. Un seul avion décollera à 15h08, piloté par le lieutenant Rutland, avec G.S.Trewin, comme observateur, il survolera et signalera les croiseurs légers allemands Frankfurt, Pillau et Elbing, qui tireront sur lui. Victime d'une panne il devra amerrir à 15h47, par la suite la mer sera trop agitée pour faire décoller d'autres avions.
| Seaplane carrier                    |                                                                                               |                                                                                        |
| HMS Engadine HMS Onslow HMS Moresby | transport d'hydravions destroyer de la Classe Admiralty M destroyer de la classe Admirality M | Lieutenant-Commander C.G. Robinson Lt. Commander J.C. Tovey Lt. Commander R.V. Allison |

#### Unités d'écran
Les unités de Beatty sont accompagnées de plusieurs flottilles de destroyers.
La First Destroyer Flotilla, qui couvre le 5th Battle Sqadron de Hugh Evans-Thomas :
| First Destroyer Flotilla    | | |
| Captain C. D. Roper         | | |
| conducteurs de flottille    | croiseur léger de la classe Active                                                                             | HMS Fearless                                                                                                   |
| 9 destroyers de la classe I | HMS Acheron, HMS Ariel, HMS Attack, HMS Badger, HMS Defender, HMS Goshawk, HMS Hydra, HMS Lapwing, HMS Lizard. | HMS Acheron, HMS Ariel, HMS Attack, HMS Badger, HMS Defender, HMS Goshawk, HMS Hydra, HMS Lapwing, HMS Lizard. |

La 13th s'occupe du First Battle Cruiser Squadron :
| Thirteenth Destroyer Flotilla          | | |
| Captain J. U. Farie                    | | |
| conducteurs de flottille               | croiseur léger de la classe C                                                                                       | HMS Champion |
| 9 destroyers de la classe Admirality M | HMS Moresby, HMS Narborough, HMS Nestor, HMS Nicator, HMS Nomad, HMS Obdurate, HMS Onslow, HMS Pelican, HMS Petard. | HMS Moresby, HMS Narborough, HMS Nestor, HMS Nicator, HMS Nomad, HMS Obdurate, HMS Onslow, HMS Pelican, HMS Petard. |
| 1 destroyer de la classe Yarrow M (en) | HMS Nerissa | |

Enfin deux détachements issus des 9th et 10th, de la Force de Harwich couvrent eux le 2nd BCS.
| détachement de la Tenth Destroyer Flotilla |                               |
| Commander J.C. Hodgson                     |                               |
| 2 destroyers de la classe Admirality M     | HMS Moorsom, HMS Morris.      |
| 2 destroyers de la classe Talisman (en)    | HMS Termagent, HMS Turbulent. |

| détachement de la Ninth Destroyer Flotilla |                                                    |
| Commander M. L. Goldsmith                  |                                                    |
| 4 destroyers de la classe L (en)           | HMS Lydiard, HMS Landrail, HMS Laurel, HMS Liberty |

## Hochseeflotte (Flotte de haute mer)

### Hochseestreitkräfte
- Chef de la Hochseeflotte et des forces navales: Vizeadmiral Reinhard Scheer
- Chef de l'état-major: Kapitän zur See Adolf von Trotha
- Chef du département des opérations: Kapitän zur See Magnus von Levezow

#### Unités de ligne
| Flottenflaggschiff (navire amiral de la flotte, vice-amiral Reinhard Scheer) | |                                                                          | |
| Friedrich der Grosse                                                         | Friedrich der Grosse | Kapitän zur See Theodor Fuchs (de)                                       | Kapitän zur See Theodor Fuchs (de)                                                                                                |
| I. Geschwader (première escadre, vice-amiral Ehrhard Schmidt)                | |                                                                          | |
| I. Division (vice-amiral Ehrhard Schmidt)                                    | I. Division (vice-amiral Ehrhard Schmidt)                                                                                         | II. Division (contre-amiral Walter Engelhardt)                           | II. Division (contre-amiral Walter Engelhardt)                                                                                    |
| Ostfriesland Thüringen Helgoland Oldenburg                                   | Kapitän zur See von Natzmer Kapitän zur See H Küsel Kapitän zur See von Kameke Kapitän zur See Höpfner                            | Posen Rheinland Nassau Westfalen                                         | Kapitän zur See Richard Lange Kapitän zur See Heinrich Rohardt Kapitän zur See H. Klappenbach Kapitän zur See Johannes Redlich    |
| II. Geschwader (deuxième escadre, contre-amiral Mauve)                       | |                                                                          | |
| III. Division (contre-amiral Franz Mauve)                                    | III. Division (contre-amiral Franz Mauve)                                                                                         | IV. Division (contre-amiral, baron Gottfried von Dalwigk zu Lichtenfels) | IV. Division (contre-amiral, baron Gottfried von Dalwigk zu Lichtenfels)                                                          |
| Deutschland Pommern                                                          | Kapitän zur See Hugo Meurer Kapitän zur See Siegfried Bölken                                                                      | Hannover Schlesien Schleswig-Holstein Hessen                             | Kapitän zur See Wilhelm Heine Kapitän zur See Friedrich Behncke Kapitän zur See Eduard Varrentrapp Kapitän zur See Rudolf Bartels |
| III. Geschwader (troisième escadre, contre-amiral Paul Behncke)              | |                                                                          | |
| V. Division (contre-amiral Paul Behncke)                                     | V. Division (contre-amiral Paul Behncke)                                                                                          | VI. Division (contre-amiral Nordmann)                                    | VI. Division (contre-amiral Nordmann)                                                                                             |
| König Großer Kurfürst Kronprinz Wilhelm Markgraf                             | Kapitän zur See Friedrich Brüninghaus Kapitän zur See Ernst Goette Kapitän zur See Constanz Feldt Kapitän zur See Karl Seiferling | Kaiser Kaiserin Prinz Regent Luitpold                                    | Kapitän zur See, baron Walter von Keyserlingk Kapitän zur See Karl Sievers Kapitän zur See Karl Heuser                            |

#### Unités d'éclairage
| IV. Aufklärungsgruppe (Quatrième groupe d'éclairage, Commodore von Reuter) |                                             | | |
| Stettin München Hamburg Frauenlob Stuttgart                                | Stettin München Hamburg Frauenlob Stuttgart | Fregattenkapitän Friedrich Regensburg Korvettenkapitän Oscar Becker Korvettenkapitän Gerhard von Gaudecker, commandant de flottille Fregattenkapitän Georg Hoffmann Fregattenkapitän Max Hagedorn | Fregattenkapitän Friedrich Regensburg Korvettenkapitän Oscar Becker Korvettenkapitän Gerhard von Gaudecker, commandant de flottille Fregattenkapitän Georg Hoffmann Fregattenkapitän Max Hagedorn |

#### Unités d'écran
| 1. Führer der Torpedoboote (premier commandement des torpilleurs, Commodore Andreas Michelsen)                             |                        |                                 |                                 |
| croiseur léger Rostock | croiseur léger Rostock | CFregattenkapitän Otto Feldmann | CFregattenkapitän Otto Feldmann |
| I. Flottille (Commandant: lieutenant-capitaine Conrad Albrecht)                                                            |                        |                                 |                                 |
| Führerboot (conducteur de flottille) : G39 1. Halbflottille : G40, G38, S32                                                |                        |                                 |                                 |
| III. Flottille(Capitaine Hollmann)                                                                                         |                        |                                 |                                 |
| Führerboot (conducteur de flottille) : S53 4. Halbflottille : S54, V48, G42. 5. Halbflottille : V71, V73, G88.             |                        |                                 |                                 |
| V. Flottille(Capitaine Heinecke)                                                                                           |                        |                                 |                                 |
| Führerboot (conducteur de flottille) : G11 9. Halbflottille : V1, V2, V3, V4, V6. 10. Halbflottille : V5, G7, G8, G9, G10. |                        |                                 |                                 |
| V. Flottille(Capitaine von Koch)                                                                                           |                        |                                 |                                 |
| Führerboot (conducteur de flottille) : S24 13. Halbflottille : S15, S16, S17, S18, S20 14. Halbflottille : S19, S23, V189. |                        |                                 |                                 |

### Aufklärungsstreitkräfte (Détachement d'éclairage, vice-amiralFranz von Hipper)
| I. Aufklärungsgruppe (Premier groupe d'éclairage, vice-amiral Franz von Hipper) | |
| Lützow Derfflinger Seydlitz Moltke Von der Tann                                 | Kapitän zur See Victor Harder Kapitän zur See Johannes Hartog Kapitän zur See Moritz von Egidy Kapitän zur See Johannes von Karpf Kapitän zur See Hans Zenker |

| II. Aufklärungsgruppe (Deuxième groupe d'éclairage, contre-amiral Bödicker) | |
| Frankfurt Wiesbaden Pillau Elbing                                           | Kapitän zur See Thilo von Trotha Fregattenkapitän Fritz Reiss Fregattenkapitän Konrad Mommsen Fregattenkapitän Rudolf Madlung |

| 2. Führer der Torpedoboote (Second commandement des torpilleurs, Commodore Heinrich)                                                  |                                 |
| croiseur léger Regensburg | Fregattenkapitän Bruno Heuberer |
| II. Flottille(Fregattenkapitän Heinrich Schuur)                                                                                       |                                 |
| Führerboot (conducteur de flottille) : B98 3. Halbflottille : G101, G102, B112, B97. 4. Halbflottille : B109, B110, B111, G103, G104. |                                 |
| VI. Flottille(Korvettenkapitän Max Schultz)                                                                                           |                                 |
| Führerboot (conducteur de flottille) : G41 11. Halbflottille :V44, G87, G86 12. Halbflottille : V45, V46, V69, S50, G37               |                                 |
| IX. Flottille(Korvettenkapitän Herbert Goehle)                                                                                        |                                 |
| Führerboot (conducteur de flottille) : V28 17. Halbflottille : V26, V27, S36, S51, S52. 18. Halbflottille : V29, V30, S33, S34, S35   |                                 |

## Tableau comparatif des deux flottes
|                                                            | Grand Fleet                                                 | Hochseeflotte             |
| ---------------------------------------------------------- | ----------------------------------------------------------- | ------------------------- |
| Navires de ligne                                           | 28                                                          | 16                        |
| Navires de ligne anciens                                   | -                                                           | 6                         |
| Croiseurs de bataille                                      | 9                                                           | 5                         |
| Croiseurs cuirassés                                        | 8                                                           | -                         |
| Croiseurs légers                                           | 26                                                          | 11                        |
| Petits bâtiments (Destroyers, Torpilleurs...)              | 79*                                                         | 61                        |
| Pièces d'artillerie lourde (par calibre)                   | 48–381 mm 10 - 356 mm 142 - 343 mm 144 - 305 mm 36 - 234 mm | 144 - 305 mm 100 - 280 mm |
| Tonnage                                                    | 151 000 t                                                   | 61 000 t                  |
| Pièces d'artillerie (tous calibre)                         | 1850                                                        | 1194                      |
| Nombre de tirs                                             | 4598 Lourds Non connu                                       | 3597 Lourds 9252 Légers   |
| Nombre de coups au but                                     | 100 Lourds 42 Légers                                        | 120 Lourds 107 Légers     |
| Pourcentage de coups au but (artillerie lourde uniquement) | 2,17 %                                                      | 3,44 %                    |
| Tubes lance-torpilles                                      | 382 - 533 mm 75 - 457 mm                                    | 362 - 500 mm 107 - 450 mm |
| *77 destroyers / 1 porte-hydravion / 1 poseur de mine      |                                                             |                           |